# Fårö socken
Fårö socken ingick i Gotlands norra härad, ingår sedan 1971 i Gotlands kommun och motsvarar från 2016 Fårö distrikt.
Socknens areal är 150,41 kvadratkilometer, varav 143,86 land. År 2020 fanns här 494 invånare. Öarna Fårö och Gotska Sandön omfattas av socknen vars sockenkyrka är Fårö kyrka. 

## Administrativ historik
Fårö socken bildades genom utbrytning ur Bunge socken, senast 1324. Socknen tillhörde Rute ting som i sin tur ingick i Rute setting i Nordertredingen.
Vid kommunreformen 1862 övergick socknens ansvar för de kyrkliga frågorna till Fårö församling och för de borgerliga frågorna bildades Fårö landskommun. Landskommunen inkorporerades 1952 i Fårösunds landskommun och ingår sedan 1971 i Gotlands kommun.
1 januari 2016 inrättades distriktet Fårö, med samma omfattning som församlingen hade 1999/2000.  
Socknen har tillhört samma fögderier och domsagor som Gotlands norra härad. De indelta båtsmännen tillhörde Gotlands första båtsmanskompani.

## Geografi
Fårö socken omfattar öarna Fårö och Gotska Sandön. Gotska Sandön och östra Fårö består av tallbevuxna flygsandsområden medan västra Fårö består av hällmarker med odlade områden och grunda sjöar.

### Gårdsnamn
Austers, Ava, Bondans, Broa, Broskogs, Butleks, Båta, Dämba, Friggards, Gasmora Lilla, Gasmora Stora, Hammars, Hoburga Lilla (Träska), Hoburga Stora (Smiss), Kalbjärga, Langhammars, Lansa (Landsnäsa), Lassor, Lauter, Marpes, Mölnor, Nors, Nystugu, Ringvida, Simunds, Sudergarda, Svens, Verkegards, Vinor, Ödehoburga (Hogurga).

## Fornlämningar
Kända från socknen är flera gravrösen och stensättningar från bronsåldern samt gravfält med domarringar och skeppssättningar, stensträngar och fornborgar från järnåldern. Sliprännor i fast häll och i block finns inom socknen. Flera runristningar är kända.

## Namnet
Namnet (1300-talet Faröö) kommer från ön. Förleden anses innehålla fara, 'färdas, resa' i betydelsen 'ställe där man färdas, farled' som kan syfta på farleden Fårösund.

## Befolkningsutveckling
| Befolkningsutvecklingen i Fårö socken 1750–2020 | Befolkningsutvecklingen i Fårö socken 1750–2020 | Befolkningsutvecklingen i Fårö socken 1750–2020 | Befolkningsutvecklingen i Fårö socken 1750–2020 | Befolkningsutvecklingen i Fårö socken 1750–2020 |
| --- | ----------------------------------------------- | ----------------------------------------------- | ----------------------------------------------- | ----------------------------------------------- |
| |                                                 |                                                 |                                                 |                                                 |
| År |                                                 |                                                 | Folkmängd                                       |                                                 |
| 1750 | 1750                                            |                                                 | 447                                             |                                                 |
| 1760 | 1760                                            |                                                 | 498                                             |                                                 |
| 1769 | 1769                                            |                                                 | 500                                             |                                                 |
| 1780 | 1780                                            |                                                 | 564                                             |                                                 |
| 1790 | 1790                                            |                                                 | 529                                             |                                                 |
| 1800 | 1800                                            |                                                 | 621                                             |                                                 |
| 1810 | 1810                                            |                                                 | 589                                             |                                                 |
| 1820 | 1820                                            |                                                 | 671                                             |                                                 |
| 1830 | 1830                                            |                                                 | 786                                             |                                                 |
| 1840 | 1840                                            |                                                 | 911                                             |                                                 |
| 1850 | 1850                                            |                                                 | 976                                             |                                                 |
| 1860 | 1860                                            |                                                 | 1 127                                           |                                                 |
| 1870 | 1870                                            |                                                 | 1 232                                           |                                                 |
| 1880 | 1880                                            |                                                 | 1 208                                           |                                                 |
| 1890 | 1890                                            |                                                 | 1 175                                           |                                                 |
| 1900 | 1900                                            |                                                 | 1 112                                           |                                                 |
| 1910 | 1910                                            |                                                 | 1 135                                           |                                                 |
| 1920 | 1920                                            |                                                 | 1 137                                           |                                                 |
| 1930 | 1930                                            |                                                 | 1 080                                           |                                                 |
| 1940 | 1940                                            |                                                 | 1 044                                           |                                                 |
| 1950 | 1950                                            |                                                 | 930                                             |                                                 |
| 1960 | 1960                                            |                                                 | 841                                             |                                                 |
| 1970 | 1970                                            |                                                 | 724                                             |                                                 |
| 1980 | 1980                                            |                                                 | 654                                             |                                                 |
| 1990 | 1990                                            |                                                 | 643                                             |                                                 |
| 2000 | 2000                                            |                                                 | 612                                             |                                                 |
| 2010 | 2010                                            |                                                 | 551                                             |                                                 |
| 2020 | 2020                                            |                                                 | 494                                             |                                                 |
| Anm: Källor: Umeå universitet - Tabellverket 1749-1859, Demografiska databasen, CEDAR, Umeå universitet, Befolkningsutvecklingen i Gotlands socknar 2000 - 2010, Befolkning per församling, Folkmängden per distrikt, landskap, landsdel eller riket efter kön. År 2015 - 2022. |                                                 |                                                 |                                                 |                                                 |